# فرودگاه فرژو
فرودگاه فرژو (به انگلیسی: Frejus Airport) یک فرودگاه تعطیل با کد یاتا FRJ است که یک باند فرود آسفالت دارد و طول باند آن ۱۰۶۰ متر است. این فرودگاه در کشور فرانسه قرار دارد و در ارتفاع ۴ متری از سطح دریا واقع شده است.